# Brigada 30 Infanterie (1916-1918)
Brigada 30 Infanterie a fost o mare unitate de nivel tactic, care s-a constituit la 14/27 august 1916 prin mobilizarea unor unități și subunități de rezervă, din compunerea Comandamentului V Teritorial: Regimentul 75 Infanterie - (Urziceni) și Regimentul 76 Infanterie - (Oltenița). Brigada a făcut parte din organica  Diviziei 15 Infanterie.:p. 103
La intrarea în război, Brigada 30 Infanterie a fost comandată de colonelul Gheorghe Anastasiu. Brigada 30 Infanterie a participat la acțiunile militare pe frontul românesc, pe toată perioada războiului, între 14/27 august 1916 - 28 octombrie/11 noiembrie 1918.

## Participarea la operații

### Campania anului 1916
În campania anului 1916 Brigada 30 Infanterie a participat la acțiunile militare în dispozitivul de luptă al Diviziei 15 Infanterie participând la Acțiunile militare din Dobrogea, Operația de apărare a trecătorilor, Prima bătălie de la Oituz și A doua bătălie de la Oituz. 

### Campania anului 1917
În campania anului 1917 Brigada 30 Infanterie a participat la acțiunile militare în dispozitivul de luptă al Diviziei 15 Infanterie , participând la Bătălia de la Mărășești . În această campanie, brigada a fost comandată de colonelul Anton Gherăescu.

## Ordinea de bătaie

### La mobilizarea din 1916
La declararea mobilizării, la 27 august 1916, Brigada 30 Infanterie a făcut parte din compunerea de luptă a Diviziei 15 Infanterie, alături de Brigada 30 Infanterie și Regimentul 25 Artilerie. Ordinea de bătaie a brigăzii era următoarea:
- Brigada 30 Infanterie

- Regimentul 75 Infanterie
- Regimentul 76 Infanterie

### Reorganizări pe perioada războiului
În prima jumătate a anului 1917, Brigada 30 Infanterie s-a reorganizat în spatele frontului. Brigada a fost inclusă în compunerea de luptă a Diviziei 15 Infanterie, alături de Brigada 29 Infanterie și Brigada 15 Artilerie. Ordinea de bătaie a brigăzii era următoarea::p. 192
- Brigada 30 Infanterie

- Regimentul 74/80 Infanterie
- Regimentul 75/76 Infanterie

## Comandanți
- Colonel Gheorghe Anastasiu
- Colonel Anton Gherăescu